# Topix
Il Topix o Tokyo stock Price IndeX è un indice della borsa di Tokyo in Giappone, tiene traccia di tutte le aziende nazionali con 1700 imprese (31 ottobre 2006)

## Componente TOPIX
| Componente                   | Peso |
| ---------------------------- | ---- |
| Attrezzature di trasporto    | 12%  |
| Apparecchi elettrici         | 12%  |
| Banche                       | 10%  |
| Informazione e comunicazione | 7%   |
| Sostanze chimiche            | 5%   |
| macchinario                  | 5%   |
| Commercio all'ingrosso       | 4%   |
| farmaceutico                 | 4%   |
| Commercio al dettaglio       | 4%   |
| Trasporto di terra           | 4%   |
| Cibo                         | 4%   |
| Immobiliare                  | 4%   |
| Altri                        | 24%  |